# متون (ایلینوی)
متون، ایلینوی (به انگلیسی: Mattoon, Illinois) یک شهر در ایالات متحده آمریکا با جمعیت ۱۸٬۵۵۵ نفر است که در ایلی‌نوی واقع شده‌است.